# Andrew Lichtenberger
Andrew Lichtenberger (* 20. September 1987 in East Northport, New York) ist ein professioneller US-amerikanischer Pokerspieler.
Lichtenberger hat sich mit Poker bei Live-Turnieren mehr als 17 Millionen US-Dollar erspielt. Er gewann im Dezember 2014 das Alpha8 im Hotel Bellagio und Anfang Juli 2016 ein Bracelet bei der World Series of Poker.

## Persönliches
Lichtenberger besuchte die Northport High School in seiner Geburtsstadt. Später studierte er an der Stony Brook University, schloss das Studium jedoch nicht ab. Der Amerikaner ist ein passionierter Bowler und warf einst 289 Punkte in einem Spiel. Vor seiner Pokerkarriere arbeitete er u. a. in einem Bowlingcenter und organisierte dort Kindergeburtstage. 2015 veröffentlichte er das Pokerbuch The Yoga of Poker – A High Stakes Journey to Freedom, Ende 2016 eröffnete er die Pokerwebsite LuckyChewyPoker.com. Lichtenberger lebt in Las Vegas.

## Pokerkarriere

### Werdegang
Lichtenberger spielte von Oktober 2006 bis Mai 2017 online unter den Nicknames RunThisTable (PokerStars) und LuckyChewy (Full Tilt Poker sowie UltimateBet). Dabei liegen seine Turniergewinne bei über 3 Millionen US-Dollar.
Seine erste Geldplatzierung bei einem Live-Turnier erzielte Lichtenberger Ende November 2007 in Verona im US-Bundesstaat New York. Sein erstes größeres Preisgeld gewann er im April 2009, als er beim Main Event der World Poker Tour (WPT) im Hotel Bellagio am Las Vegas Strip für seinen 13. Platz mehr als 80.000 US-Dollar erhielt. Im Juni 2009 war er erstmals bei der World Series of Poker (WSOP) im Rio All-Suite Hotel and Casino am Las Vegas Strip erfolgreich und kam insgesamt fünfmal ins Geld; dabei wurde er bei einem Turnier der Variante No Limit Hold’em Zweiter und belegte den 18. Platz im Main Event für Preisgelder von mehr als 750.000 US-Dollar. Ende April 2010 gewann der Amerikaner das WSOP-Circuitturnier im Caesars Palace am Las Vegas Strip und erhielt eine Siegprämie von knapp 200.000 US-Dollar. Mitte Dezember 2011 landete er beim Main Event der Epic Poker League hinter Chris Klodnicki auf dem zweiten Platz für rund 500.000 US-Dollar. Im Dezember 2014 siegte Lichtenberger beim Alpha8 des Five Diamond World Poker Classic im Bellagio und erhielt nach einem Deal mit Tom Marchese eine Siegprämie von knapp 1,8 Millionen US-Dollar, was sein bis heute größtes Preisgeld darstellt. Im Mai und Juli 2015 gewann der Amerikaner das neunte und zehnte Aria High Roller im Aria Resort & Casino am Las Vegas Strip für zusammen rund 830.000 US-Dollar. Bei der WSOP 2016 gewann er ein Event in No Limit Hold’em und sicherte sich damit ein Bracelet sowie knapp 570.000 US-Dollar Siegprämie. Mitte Dezember 2018 erreichte Lichtenberger beim WPT-Main-Event des Five Diamond World Poker Classic im Bellagio den Finaltisch und belegte den mit mehr als 800.000 US-Dollar dotierten dritten Platz. Bei der WSOP 2019 belegte er beim 50.000 US-Dollar teuren High-Roller-Event den zweiten Platz und erhielt knapp 920.000 US-Dollar. Mitte Dezember 2021 entschied der Amerikaner ein High Roller des Five Diamond World Poker Classic im Bellagio mit einem Hauptpreis von 432.000 US-Dollar für sich. In Hollywood, Florida, setzte er sich Anfang April 2022 beim Super High Roller des Seminole Hard Rock Poker Showdown durch und sicherte sich eine Siegprämie von knapp 640.000 US-Dollar. Ende September 2022 entschied Lichtenberger bei den Poker Masters im Aria Resort & Casino das siebte Event für sich und erhielt den Hauptpreis von rund 465.000 US-Dollar. An gleicher Stelle belegte er im Oktober 2022 beim Super High Roller Bowl VII den mit über 1,1 Millionen US-Dollar dotierten dritten Rang. Auch beim Super High Roller Bowl VIII saß der Amerikaner am Finaltisch und erhielt als Zweiter knapp 1,7 Millionen US-Dollar.

### Preisgeldübersicht
| Jahr   | Preisgeld (in $) | Turniersiege |
| ------ | ---------------- | ------------ |
| 2007   | 3.693            | 0            |
| 2008   | 19.469           | 0            |
| 2009   | 897.019          | 0            |
| 2010   | 390.052          | 3            |
| 2011   | 887.252          | 1            |
| 2012   | 768.586          | 0            |
| 2013   | 300.935          | 0            |
| 2014   | 2.571.915        | 1            |
| 2015   | 1.547.790        | 2            |
| 2016   | 1.157.990        | 1            |
| 2017   | 0                | 0            |
| 2018   | 805.594          | 0            |
| 2019   | 1.109.515        | 0            |
| 2020   | 5.000            | 0            |
| 2021   | 1.171.416        | 3            |
| 2022   | 3.024.093        | 2            |
| 2023   | 2.344.015        | 1            |
| gesamt | 17.004.334       | 14           |